# Elaphoidella amabilis
Elaphoidella amabilis é uma espécie de crustáceo da família Canthocamptidae.
É endémica dos Estados Unidos da América.